# Gustav Schlegel
Gustav Schlegel (22 settembre 1912 – Zurigo, 11 gennaio 1940) è stato un calciatore svizzero, di ruolo portiere.

## Carriera

### Club
Ha giocato nel campionato francese e svizzero.

### Nazionale
Ha collezionato dieci presenze con la propria nazionale.

## Palmarès

### Club

#### Competizioni nazionali
- Campionato svizzero: 1

YF Zurigo: 1935-1936
- Ligue 2: 1

Le Havre: 1937-1938